# NGC 1124
NGC 1124 este o galaxie lenticulară situată în constelația Cuptorul. A fost descoperită în 1886 de către Ormond Stone⁠(d).